# Колобков, Сергей Михайлович
Сергей Михайлович Колобков (4 октября 1927 — 8 марта 2007) — баянист, дирижёр. Профессор,  ректор Государственного музыкально-педагогического института имени Гнесиных (1979—1999). Академик Российской академии образования (1996). Заслуженный деятель искусств РСФСР (1973), Народный артист РСФСР (1991)

## Биография
Родился в деревне Корсаково (ныне Жуковского района Калужской области).
Окончил Московское музыкальное училище им. Ипполитова-Иванова, в 1953 году — факультет народных инструментов Государственного музыкально-педагогического института им. Гнесиных (класс баяна В. Г. Горохова, класс дирижирования Н. П. Иванова-Радкевича). В 1945—1958 годы — солист, концертмейстер, дирижёр Русского народного оркестра им. Н. П. Осипова. Работал дирижёром в оркестре народных инструментов Гостелерадио СССР, оркестре Ансамбля народного танца под руководством И. А. Моисеева (1963—1971). В 1981—1984 годы — заместитель министра культуры РСФСР.
Одновременно с 1953 года преподавал игру на баяне в Институте им. Гнесиных, с 1957 года — художественный руководитель оркестра русских народных инструментов Института. В 1963—1966 годы заведующий кафедрой народных инструментов, с 1973 года — проректор, профессор (1979), в 1979—1999 годах — ректор Института (ныне - Академия); заведовал кафедрой оркестрового дирижирования. По его инициативе в 1992 году ГМПИ им. Гнесиных был переименован в Российскую академию музыки имени Гнесиных. В числе его учеников — Ю. А. Вострелов, Ф. Р. Липс, А. В. Скляров,  В. Д. Брагаренко.
Вице-президент Международной конфедерации аккордеонистов (с 1975), председатель Центральной ревизионной комиссии Всероссийского музыкального общества, председатель Центральной ревизионной комиссии Международного союза музыкальных деятелей. Принимал участие как дирижёр в первой фольк-опере в России «Северный сказ» композитора Татьяны Смирновой (1940-2018) по мотивам сказов Бориса Шергина. Премьера состоялась на международном фестивале «Московская осень» 1989г. Автор ряда переложений и инструментовок для баяна, а также методических работ.
17 марта 1993 г. избран член-корреспондентом РАО. В 1996 году стал академиком Российской академии образования.
Скончался 8 марта 2007 года. Похоронен в Москве на Введенском кладбище (25 уч.).

## Награды и признание
- Заслуженный деятель искусств РСФСР (1973)[4]
- Народный артист РСФСР (1991)
- Орден «Знак Почёта» (14 ноября 1980 года) — за большую работу по подготовке и проведению Игр XXII Олимпиады[6]
- Орден Дружбы народов (28 февраля 1994 года) — за большие заслуги в развитии и пропаганде отечественной музыкальной культуры, плодотворную педагогическую деятельность[7]
- Орден «За заслуги перед Отечеством» IV степени (24 августа 2004 года) — за большой вклад в развитие музыкального искусства и образования[8]
- Нагрудный знак «За заслуги перед польской культурой»
- медали:
  - «За доблестный труд. В ознаменование 100-летия со дня рождения В. И. Ленина» (1970)
  - «В память 850-летия Москвы»
  - «Ветеран труда»
- значок «Отличник культуры СССР»
- грамоты, дипломы[3].